# Conti di Luneville

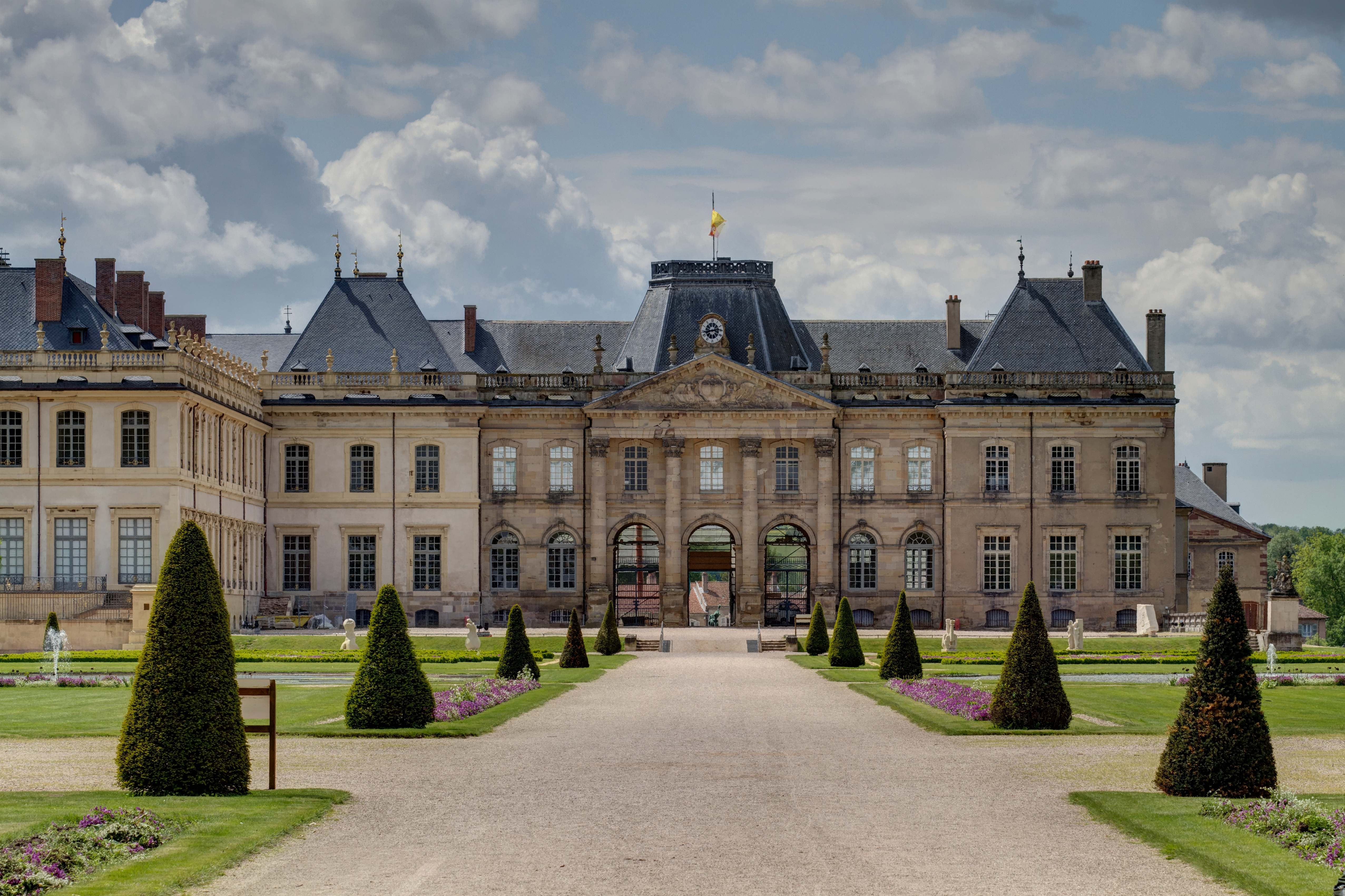
Castello di Luneville

La contea di Luneville era una giurisdizione feudale della Lorena, centrata a Lunéville. 

## Conti di Luneville
- ???-994 : Stefano di Luneville († 995), conte de Lunéville, divenuto in seguito vescovo di Toul

- 994-995 : Folmar I di Bliesgau († 995), conte palatino di Metz e conte di Luneville

- 995-1029 : Folmar II di Luneville († 1029), figlio del precedente
  - sposato con Gerberga, probabile figlia di Goffredo I di Verdun e di Matilde di Sassonia

- 1029-1056 : Goffredo di Luneville († 1056), figlio del precedente
  - sposato con Giuditta

- 1056-1075 : Folmar III di Luneville († 1075), figlio del precedente
  - sposato con Svanechilde

- 1075-1111 : Folmar IV di Luneville († 1111), figlio del precedente

- 1111-1145 : Folmar V di Luneville († 1145), figlio del precedente
  - sposato con Matilde, figlia di Alberto I, conte di Eguisheim, di Dabo e Nordgau

- 1145-1171 : Folmar VI di Luneville († 1171), figlio del precedente
  - morto senza figli, lasciò Lunéville a suo nipote, mentre il vescovo di Metz affidò la città a uno dei suoi cugini materni
- 1171-1220 : Ugo I di Luneville († 1220), figlio di Folmar I, conte di Blieskastel
  - sposato con Cunegonda di Kyrburg

- 1220-1243 : Hugues II de Luneville († 1247), figlio del precedente

Si rivolta contro Mattia II di Lorena, duca di Lorena e viene sconfitto. Scambia Luneville contro i domini intorno a Saint-Dié e la contea di Luneville viene annessa al ducato di Lorena. 